# Atletismo nos Jogos Sul-Americanos de 2022
As competições de atletismo nos Jogos Sul-Americanos de 2022 em Assunção, Paraguai, serão realizadas de 12 a 15 de outubro de 2022 no Centro Nacional de Atletismo, no aglomerado Parque Olímpico de Luque, sublocal fora de Assunção, com a realização da maratona e das caminhadas de 35 km na Costanera José Asunción Flores.
Quarenta e nove eventos de medalhas estão programados para serem disputados; 48 provas divididas igualmente entre homens e mulheres mais uma prova mista de revezamento 4 × 400 metros. Um total de 324 atletas competirão nos eventos. Os eventos eram competições abertas sem restrições de idade.
Os atletas que conquistarem a medalha de ouro em cada evento se classificarão para os Jogos Pan-Americanos de 2023, com as cotas de qualificação cabendo aos atletas e não aos seus CONs.
O Brasil é o atual campeão das competições de atletismo, tendo vencido na edição anterior em Cochabamba 2018.

## Nações participantes
Um total de 13 nações inscreveram atletas para as competições de atletismo. Cada nação conseguiu inscrever um máximo de 85 atletas; até 2 homens e 2 mulheres para os eventos individuais e uma equipe para cada evento de revezamento:
- ARG Argentina (27)
- BOL Bolívia (15)
- BRA Brasil (56)
- CHI Chile (32)
- COL Colômbia (51)
- CUW Curaçau (1)
- ECU Equador (28)
- PAN Panamá (5)
- PAR Paraguai (51)
- PER Peru (20)
- SUR Suriname (4)
- URU Uruguai (9)
- VEN Venezuela (25)

## Locais de competição
As competições de atletismo foram realizadas em dois locais. As provas de estrada (maratonas e caminhadas de 35 km) serão realizadas no Costanera José Asunción Flores em Assunção, enquanto as provas de pista e campo (incluindo as de 20 km) serão realizadas no Centro Nacional de Atletismo localizado no Parque Olímpico de Luque. A pista de atletismo tem certificado da World Athletics.

## Resumo de medalhas

### Quadro de medalhas
*   país anfitrião (PAR Paraguai)
| Pos.                | País                | Ouro | Prata | Bronze | Total |
| ------------------- | ------------------- | ---- | ----- | ------ | ----- |
| 1                   | BRA Brasil          | 14   | 13    | 15     | 42    |
| 2                   | ARG Argentina       | 9    | 4     | 2      | 15    |
| 3                   | COL Colômbia        | 8    | 7     | 9      | 24    |
| 4                   | VEN Venezuela       | 6    | 4     | 2      | 12    |
| 5                   | ECU Equador         | 5    | 8     | 6      | 19    |
| 6                   | CHI Chile           | 4    | 5     | 4      | 13    |
| 7                   | PER Peru            | 1    | 2     | 5      | 8     |
| 8                   | URU Uruguai         | 1    | 2     | 2      | 5     |
| 9                   | PAN Panamá          | 1    | 0     | 1      | 2     |
| 10                  | PAR Paraguai        | 0    | 3     | 1      | 4     |
| 11                  | CUR Curaçau         | 0    | 1     | 0      | 1     |
| 12                  | BOL Bolívia         | 0    | 0     | 2      | 2     |
| Total (12 entradas) | Total (12 entradas) | 49   | 49    | 49     | 147   |

### Medalhistas

#### Masculino
| Evento                     | Ouro                                                                   | Ouro        | Prata                                                                                         | Prata    | Bronze                                                                    | Bronze   |
| -------------------------- | ---------------------------------------------------------------------- | ----------- | --------------------------------------------------------------------------------------------- | -------- | ------------------------------------------------------------------------- | -------- |
| 100 metros                 | Franco Florio ARG Argentina                                            | 10.35       | Felipe Bardi BRA Brasil                                                                       | 10.37    | Carlos Palacios COL Colômbia                                              | 10.46    |
| 200 metros                 | Lucas Rodrigues BRA Brasil                                             | 20.89       | Anderson Marquínez ECU Equador                                                                | 20.95    | Rafael Vásquez VEN Venezuela                                              | 21.15    |
| 400 metros                 | Elián Larregina ARG Argentina                                          | 45.80       | Kelvis Padrino VEN Venezuela                                                                  | 46.41    | Lucas Carvalho BRA Brasil                                                 | 46.47    |
| 800 metros                 | Chamar Chambers PAN Panamá                                             | 1:46.99     | José Antonio Maita VEN Venezuela                                                              | 1:47.26  | Eduardo Ribeiro Moreira BRA Brasil                                        | 1:47.39  |
| 1500 metros                | Federico Bruno ARG Argentina                                           | 3:40.90     | Guilherme Kurtz BRA Brasil                                                                    | 3:41.58  | Santiago Catrofe URU Uruguai                                              | 3:42.57  |
| 5000 metros                | Federico Bruno ARG Argentina                                           | 13:54.79 RJ | Santiago Catrofe URU Uruguai                                                                  | 13:55.24 | Ignacio Velásquez CHI Chile                                               | 14:01.12 |
| 10.000 metros              | Carlos Díaz CHI Chile                                                  | 29:15.66    | Ignacio Velásquez CHI Chile                                                                   | 29:30.81 | Héctor Garibay BOL Bolívia                                                | 29:35.87 |
|                            |                                                                        |             |                                                                                               |          |                                                                           |          |
| 110 metros com barreiras   | Eduardo de Deus BRA Brasil                                             | 13.70       | Fanor Escobar COL Colômbia                                                                    | 13.96    | Gabriel Constantino BRA Brasil                                            | 14.00    |
| 400 metros com barreiras   | Fanor Escobar COL Colômbia                                             | 50.63       | Bruno De Genaro ARG Argentina                                                                 | 50.68    | Hederson Estefani BRA Brasil                                              | 50.99    |
| 3000 metros com obstáculos | Gerard Giraldo COL Colômbia                                            | 8:40.28     | Carlos San Martín COL Colômbia                                                                | 8:52.46  | Diddier Rodríguez PAN Panamá                                              | 8:54.61  |
|                            |                                                                        |             |                                                                                               |          |                                                                           |          |
| 4x100 metros               | Venezuela (VEN) David Vivas Rafael Vásquez Alexis Nieves Abdel Kalil   | 39.47       | Paraguai (PAR) Jonathan Wolk Fredy Maidana Nilo Duré César Almirón                            | 39.60    | Colômbia (COL) Jhonny Rentería Carlos Flórez Óscar Baltán Carlos Palacios | 39.74    |
| 4x400 metros               | Venezuela (VEN) Ryan López David Vivas Javier Gómez José Antonio Maita | 3:06.54     | Brasil (BRA) Vitor Hugo de Miranda Anderson Freitas Douglas Mendes da Silva Hederson Estefani | 3:06.79  | Colômbia (COL) Nicolás Salinas Raúl Mena Gustavo Barrios Jelssin Robledo  | 3:09.40  |
|                            |                                                                        |             |                                                                                               |          |                                                                           |          |
| Maratona                   | Christian Vascónez ECU Equador                                         | 2:16:34 RJ  | Derlys Ayala PAR Paraguai                                                                     | 2:17:11  | Ernesto Zamora URU Uruguai                                                | 2:17:42  |
| 20 km marcha atlética      | Brian Pintado ECU Equador                                              | 1:19:43     | David Hurtado ECU Equador                                                                     | 1:20:44  | Caio Bonfim BRA Brasil                                                    | 1:21:01  |
| 50 km marcha atlética      | Caio Bonfim BRA Brasil                                                 | 2:34:17 RJ  | César Rodríguez PER Peru                                                                      | 2:35:20  | Diego Pinzón COL Colômbia                                                 | 2:35:27  |
|                            |                                                                        |             |                                                                                               |          |                                                                           |          |
| Salto em altura            | Thiago Moura BRA Brasil                                                | 2.19 m      | Gilmar Correa COL Colômbia                                                                    | 2.13 m   | Nicolás Numair CHI Chile                                                  | 2.10 m   |
| Salto com vara             | Germán Chiaraviglio ARG Argentina                                      | 5.45 m      | Dyander Pacho ECU Equador                                                                     | 5.35 m   | Augusto Dutra de Oliveira BRA Brasil                                      | 5.30 m   |
| Salto em distância         | José Luis Mandros PER Peru                                             | 8:07 m      | Emiliano Lasa URU Uruguai                                                                     | 7:93 m   | Jhon Berrio COL Colômbia                                                  | 7:89 m   |
| Salto triplo               | Leodan Torrealba VEN Venezuela                                         | 16.31 m     | Frixon Chila ECU Equador                                                                      | 16.03 m  | Mateus de Sá BRA Brasil                                                   | 15.98 m  |
| Arremesso de peso          | Welington Morais BRA Brasil                                            | 20.00       | Willian Dourado BRA Brasil                                                                    | 19.77    | Nazareno Sasia ARG Argentina                                              | 19.73    |
| Arremesso de disco         | Claudio Romero CHI Chile                                               | 64.99 m RJ  | Mauricio Ortega COL Colômbia                                                                  | 63.59 m  | Juan José Caicedo ECU Equador                                             | 62.10 m  |
| Lançamento de martelo      | Gabriel Kehr CHI Chile                                                 | 76.81 m RJ  | Humberto Mansilla CHI Chile                                                                   | 74.12 m  | Joaquín Gómez ARG Argentina                                               | 73.56 m  |
| Lançamento de dardo        | Luiz Maurício da Silva BRA Brasil                                      | 76.90 m     | Billy Julio COL Colômbia                                                                      | 74.38 m  | Antonio Ortiz PAR Paraguai                                                | 70.96 m  |
|                            |                                                                        |             |                                                                                               |          |                                                                           |          |
| Decatlo                    | Felipe dos Santos BRA Brasil                                           | 7692 pts    | Andy Preciado ECU Equador                                                                     | 7679 pts | Gerson Izaguirre VEN Venezuela                                            | 7449 pts |

#### Feminino
| Evento                     | Ouro                                                                               | Ouro        | Prata                                                                                   | Prata    | Bronze                                                                | Bronze   |
| -------------------------- | ---------------------------------------------------------------------------------- | ----------- | --------------------------------------------------------------------------------------- | -------- | --------------------------------------------------------------------- | -------- |
| 100 metros                 | Ana Azevedo BRA Brasil                                                             | 11.75       | Florencia Lamboglia ARG Argentina                                                       | 11.90    | Ángela Tenorio ECU Equador                                            | 11.93    |
| 200 metros                 | Gabriela Suárez ECU Equador                                                        | 23.06       | Orangy Jiménez VEN Venezuela                                                            | 23.31    | Ana Azevedo BRA Brasil                                                | 23.43    |
| 400 metros                 | Evelis Aguilar COL Colômbia                                                        | 51.90       | Martina Weil CHI Chile                                                                  | 51.92    | Gabriela Suárez ECU Equador                                           | 52.24    |
| 800 metros                 | Deborah Rodríguez URU Uruguai                                                      | 2:08.14     | Jaqueline Weber BRA Brasil                                                              | 2:08.97  | Rosangélica Escobar COL Colômbia                                      | 2:09.56  |
| 1500 metros                | Fedra Luna ARG Argentina                                                           | 4:14.69 RJ  | Mariana Borelli ARG Argentina                                                           | 4:16.49  | Jaqueline Weber BRA Brasil                                            | 4:17.50  |
| 5000 metros                | Fedra Luna ARG Argentina                                                           | 15:41.78 RJ | Joselyn Brea VEN Venezuela                                                              | 15:42.70 | Luz Mery Rojas PER Peru                                               | 15:49.85 |
| 10.000 metros              | Florencia Borelli ARG Argentina                                                    | 33:43.37    | Daiana Ocampo ARG Argentina                                                             | 33:46.47 | Luz Mery Rojas PER Peru                                               | 33:50.44 |
|                            |                                                                                    |             |                                                                                         |          |                                                                       |          |
| 100 metros com barreiras   | Yoveinny Mota VEN Venezuela                                                        | 13.60       | Micaela de Mello BRA Brasil                                                             | 13.69    | María Alejandra Murillo COL Colômbia                                  | 14.06    |
| 400 metros com barreiras   | Valeria Cabezas COL Colômbia                                                       | 57.17       | Chayenne da Silva BRA Brasil                                                            | 57.91    | Liliane Parrela BRA Brasil                                            | 57.92    |
| 3000 metros com obstáculos | Belén Casetta ARG Argentina                                                        | 10:23.28    | Mirelle Leite BRA Brasil                                                                | 10:25.28 | Stefany López COL Colômbia                                            | 10:26.82 |
|                            |                                                                                    |             |                                                                                         |          |                                                                       |          |
| 4x100 metros               | Colômbia (COL) Angélica Gamboa Evelyn Rivera Melany Bolaño María Alejandra Murillo | 44.61       | Chile (CHI) Macarena Borie María Ignacia Montt Isidora Jiménez Javiera Cañas            | 45.04    | Brasil (BRA) Vida Aurora Ana Azevedo Gabriela Mourão Micaela de Mello | 45.43    |
| 4x400 metros               | Colômbia (COL) Valeria Cabezas Rosangélica Escobar Evelis Aguilar Johana Arrieta   | 3:31.30 RJ  | Brasil (BRA) Victória Belo de Sena Tiffani Marinho Tábata de Carvalho Chayenne da Silva | 3:35.61  | Chile (CHI) Berdine Castillo Isidora Jiménez Martina Weil Rocío Muñoz | 3:37.58  |
|                            |                                                                                    |             |                                                                                         |          |                                                                       |          |
| Maratona                   | Rosa Chacha ECU Equador                                                            | 2:34:25 RJ  | Soledad Torre PER Peru                                                                  | 2:37:02  | Helen Baltazar BOL Bolívia                                            | 2:50:31  |
| 20 km marcha atlética      | Glenda Morejón ECU Equador                                                         | 1:31:34     | Viviane Lyra BRA Brasil                                                                 | 1:32:31  | Evelyn Inga PER Peru                                                  | 1:35:49  |
| 35 km marcha atlética      | Viviane Lyra BRA Brasil                                                            | 2:50:57 RJ  | Karla Jaramillo ECU Equador                                                             | 2:54:01  | Evelyn Inga PER Peru                                                  | 2:54:54  |
|                            |                                                                                    |             |                                                                                         |          |                                                                       |          |
| Salto em altura            | Valdiléia Martins BRA Brasil                                                       | 1.87        | Glenka Antonia CUR Curaçau                                                              | 1.81     | Sarah Freitas BRA Brasil                                              | 1.78     |
| Salto com vara             | Robeilys Peinado VEN Venezuela                                                     | 4.20 m      | Juliana Campos BRA Brasil                                                               | 4.20 m   | Isabel de Quadros BRA Brasil                                          | 4.10 m   |
| Salto em distância         | Leticia Oro Melo BRA Brasil                                                        | 6.64 m      | Natalia Linares COL Colômbia                                                            | 6.43 m   | Yuliana Angulo ECU Equador                                            | 6.22 m   |
| Salto triplo               | Gabriele dos Santos BRA Brasil                                                     | 13.74 m     | Liuba Zaldívar ECU Equador                                                              | 13.49 m  | Núbia Soares BRA Brasil                                               | 13.10 m  |
| Arremesso de peso          | Natalia Duco CHI Chile                                                             | 17.08 m     | Ivana Gallardo CHI Chile                                                                | 16.73 m  | Ana Caroline da Silva BRA Brasil                                      | 16.40 m  |
| Arremesso de disco         | Izabela da Silva BRA Brasil                                                        | 60.86 m RJ  | Andressa de Morais BRA Brasil                                                           | 60.10 m  | Karen Gallardo CHI Chile                                              | 57.62 m  |
| Lançamento de martelo      | Rosa Rodríguez VEN Venezuela                                                       | 68.90       | Mayra Gaviria COL Colômbia                                                              | 65.40    | Ximena Zorrilla PER Peru                                              | 62.78    |
| Lançamento de dardo        | Flor Ruiz COL Colômbia                                                             | 62.97 m RJ  | Jucilene de Lima BRA Brasil                                                             | 62.42 m  | Juleisy Ángulo ECU Equador                                            | 61.10 m  |
|                            |                                                                                    |             |                                                                                         |          |                                                                       |          |
| Heptatlo                   | Martha Araujo COL Colômbia                                                         | 6112 pts RJ | Ana Camila Pirelli PAR Paraguai                                                         | 5756 pts | Joice Micolta ECU Equador                                             | 5396 pts |

#### Misto
| Evento         | Ouro                                                                                 | Ouro    | Prata                                                                   | Prata   | Bronze                                                                       | Bronze  |
| -------------- | ------------------------------------------------------------------------------------ | ------- | ----------------------------------------------------------------------- | ------- | ---------------------------------------------------------------------------- | ------- |
| 4 × 400 metros | Brasil (BRA) Vitor Hugo de Miranda Tiffani Domingos Anderson Freitas Tabata Vitorino | 3:21.53 | Equador (ECU) Alan Minda Evelyn Mercado Francisco Tejeda Nicole Caicedo | 3:22.27 | Colômbia (COL) Nicolás Salinas Valeria Cabezas Raúl Mena Rosangélica Escobar | 3:22.87 |